# Маннінгтон Тауншип (Нью-Джерсі)
Маннінгтон Тауншип (англ. Mannington Township) — селище (англ. township) в США, в окрузі Салем штату Нью-Джерсі. Населення — 1475 осіб (2020).

## Демографія
Згідно з переписом 2010 року, у селищі мешкало 1806 осіб у 540 домогосподарствах у складі 392 родин. Було 592 помешкання
Расовий склад населення:
| - 72,6 % — білих - 21,1 % — чорних або афроамериканців - 0,7 % — корінних американців - 0,4 % — азіатів - 3,9 % — осіб інших рас |

До двох чи більше рас належало 1,3 %. Частка іспаномовних становила 8,2 % від усіх жителів.
За віковим діапазоном населення розподілялося таким чином: 18,3 % — особи молодші 18 років, 64,3 % — особи у віці 18—64 років, 17,4 % — особи у віці 65 років та старші. Медіана віку мешканця становила 41,4 року. На 100 осіб жіночої статі у селищі припадало 141,8 чоловіків;  на 100 жінок у віці від 18 років та старших — 143,0 чоловіків також старших 18 років.
Середній дохід на одне домашнє господарство  становив 93 072 долари США (медіана — 72 917), а середній дохід на одну сім'ю — 100 809 доларів (медіана — 79 167). Медіана доходів становила 50 893 долари для чоловіків та 50 625 доларів для жінок. За межею бідності перебувало 12,1 % осіб, у тому числі 22,2 % дітей у віці до 18 років та 6,3 % осіб у віці 65 років та старших.
Цивільне працевлаштоване населення становило 630 осіб. Основні галузі зайнятості: освіта, охорона здоров'я та соціальна допомога — 24,1 %, сільське господарство, лісництво, риболовля — 12,1 %, транспорт — 11,6 %.